# Давид Кобайреци
Давид Кобайреци (арм. Դավիթ Քոբայրեցի), — армянский богослов и философ, видный церковный деятель XII века.

## Биография
Родился в середине XII века, в деревне Кобайр (ныне в административном составе города Туманян). Прошёл обучение в монастыре Ахпат, под руководством вардапетов Петроса и Вардана. Впоследствии был сам удостоен степени вардапета, стал одним из крупнейших деятелей культуры своего времени. Современники величали его «многоуважаемым и мудрейшим вардапетом». В 1198—1203 годах путешествовал по Киликийской Армении, где вёл идеологическую борьбу с прокатолически настроенными армянскими священниками. Участвовал в церковных соборах в Лори (1205) и Ани (1207). Оставил богатое литературное наследие, 17 его авторских сочинений дошли до наших дней. Большинство трудов Кобайреци представляют собой толкования, написанные в жанре причин и начал — своего рода комментариев, разъясняющих необходимость и обстоятельства появления того или иного труда. Многие из причин Кобайреци дошли до нас в составе сборника «Книгу причин», составленного Григором, сыном Абаса († 1221). Особо важна памятная запись, написанная Давидом в 1179 году, в которой автор подробно описывает события своего времени в Закавказье. Эта запись является ценным источником для изучения восстания князей Орбели против грузинского царя Георгия в 1177 году.

Умер около 1220 года, похоронен в монастыре Ахпат, близ колокольни. Надгробная надпись гласит: «Сие есть надгробие духовного отца нашего, Давида, вардапета Кобайреци». Могила Кобайреци включена в список охраняемых Республикой Армения культурных памятников.

## Толкования Давида Кобайреци
- «Толкование Книги Иова»
- «Толкование Книги Исаии»
- «Толкование Евангелия от Матфея»
- «Причины и разрешения речей Григория Богослова»
- «Причины речей Григория Нисского»
- «Начало и причина сочинения Григория Нисского „О девстве“»
- «Начало и причина сочинения Григория Нисского „О строении человека“»
- комментарии на труды Филона Александрийского
- комментарии на труды Василия Кесарийского
- комментарии на труды Давида Анахта
- комментарии на труды Псевдо-Дионисия Ареопагита